# Мельжинский, Станислав Костка
Станислав Костка Анджей Якуб Мельжиньский (14 ноября 1778, Ромбинь — 29 июня 1826, Павловице) — граф, масон, бригадный генерал Войска Польского.

## Биография
Представитель польского шляхетского рода Мельжинских герба «Новина». Родился 14 ноября 1778 года в Ромбине (Rabin, Powiat koscianski, Wojewodztwo wielkopolskie) в семье графа Максимилиана Антония Яна Мельжинского (1738—1799) и его супруги Констанции Гуттен-Чапской (1749—1813).
В 1786 году Максимилиан Мельжинский, отец Станислава, получил потомственный прусский графский титул. Мало что известно о ранних годах Станислава. В возрасте 28 лет он организовал 3-й пехотный полк позднейшего Варшавского герцогства в Познани и в конце 1806 года был назначен полковником. В 1807 году он сражался со своим полком под Тчевом и Гданьском, вместе с французами вошел в захваченный Данциг, где в 1808 году его полк входил в состав гарнизона Вольного города Данцига. Во время войны с Австрией в 1809 году Станислав Мельжинский участвовал в защите Торуня и за храбрость получил орден Virtuti Militari. 20 марта 1810 года произведен в бригадные генералы. Участвовал в составе дивизии генерала Яна Генрика Домбровского в русской кампании Наполеона в 1812 года, в 1813 году он сражался при защите Гданьска от пруссаков и шведов маршала Бернадота.

Новина (герб)

В 1815 году, после окончательного падения Наполеона, Станислав Костка Мельжинский не присоединился к армии Царства Польского, но принял воздержание и переехал в свои поместья в Великопольше (Павловице, Конколево, Понец, Смогулец, Голаньч), которые снова находились под властью Пруссии..

## Семья
18 октября 1800 года Станислав Мельжинский женился на Провиденс Гонорате, урождённой Заремба (1787—1827), от брака с которой он имел четырёх детей:
- Эльжбета (Elzbieta Mielzynska) (1802—1857)
- Юзефа (Jozefa Mielzynska) (1803—1807)
- Филиппина (Filipina Mielzynska) (1807—1857)
- Леон Томаш Максимилиан (Leon Tomasz Maksymilian Mielzynski) (1809—1900)
- Элеонора Лаура (Eleonora Laura Mielzynska) (1815—1875), муж — Юзеф Наполеон Гуттен-Чапский (1797—1852), мать Богдана Гуттен-Чапского (1851—1937), известного деятеля периода Регентского королевства.

47-летний Станислав Костка Мельжинский скончался в Павловицах 29 июня 1826 года.